# Margarinotus wenzelianus
Margarinotus wenzelianus är en skalbaggsart som beskrevs av Kryzhanovskij och Reichardt 1976. Margarinotus wenzelianus ingår i släktet Margarinotus och familjen stumpbaggar. Inga underarter finns listade i Catalogue of Life.